# Ryoji Fujimori
Ryoji Fujimori (藤森 亮志 Fujimori Ryoji?), född 11 april 1997 i Nagano prefektur, är en japansk fotbollsspelare.
Fujimori började sin karriär 2020 i AC Nagano Parceiro.